# Pfarrhaus (Hohenzell)

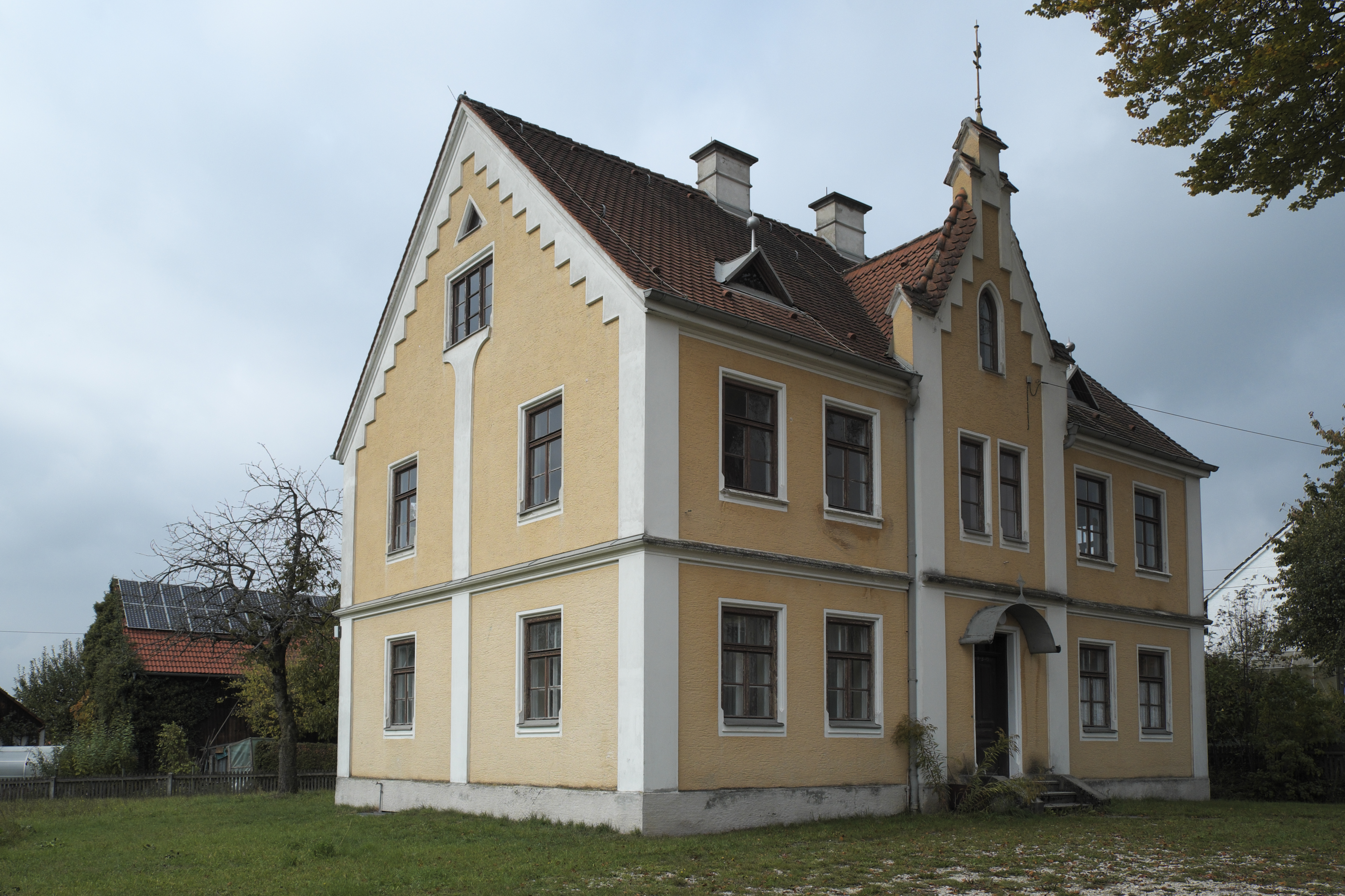
Pfarrhaus in Hohenzell

Das katholische Pfarrhaus in Hohenzell, einem Gemeindeteil von Altomünster im oberbayerischen Landkreis Dachau, wurde im Jahr 1900 errichtet. Das Pfarrhaus in der Sankt-Stephanus-Straße 9 ist ein geschütztes Baudenkmal.
Der lisenengegliederte, zweigeschossige Satteldachbau mit übergiebeltem Eingangsrisalit und Treppenfriesen besitzt sechs zu zwei Fensterachsen.